# Juan Manuel Frutos
Juan Manuel Frutos (Assunção, 12 de junho de 1879 — 15 de abril de 1960) foi um advogado e político paraguaio, presidente provisório do país de 3 de junho de 1948 até 15 de agosto de 1948. Era sobrinho do Coronel Juan Antonio Escurra, ex-presidente da República. Foi presidente do poder judiciário e por isso, foi indicado para suceder a Higinio Morínigo, derrubado por um golpe de estado quando tentava prolongar seu próprio mandato.